# Xabi Uribe-Etxebarria
Xabi Uribe-Etxebarria Jiménez (Algorta, 1981) es un emprendedor español de las áreas de innovación e Inteligencia Artificial. Es fundador de Sherpa, Anboto group, BestFarmers.eco y Web Summit. Como activista promueve causas tanto locales como globales y el uso ético de la Inteligencia Artificial. Es impulsor del juramento tecnocrático.

## Biografía

### Estudios
Uribe-Etxebarria se formó como Ingeniero Superior de Organización Industrial e Ingeniero Técnico Industrial (especialidad Electrónica) en la Universidad de Deusto. Completó su formación en el Sloan Management School del MIT y la Harvard Business School de EE. UU., en el TEC de Monterrey y con un MBI (master in business innovation) en la Deusto Business School. También cursa la carrera de arquitectura. Es miembro de la red de expertos en emprendimiento y mentor en la Universidad de Oxford.

### Trayectoria profesional
En 2009 fundó Anboto Group, empresa especializada en la atención al cliente online basada en procesamiento de lenguaje natural, reconocida como la mejor startup del mundo según el concurso internacional Innovate!2010.
En 2011 creó el Sherpa Summit Bilbao, un espacio de encuentro en Bilbao donde especialistas en tecnología podían compartir sus conocimientos con la próxima generación de emprendedores. Este evento ha tenido varias ediciones y contó con la participación de Sir Tim Berners-Lee, Mitchell Baker, Steve Wozniak, y John Sculley.
Ha sido invitado como ponente en conferencias de tecnología como el Web Summit, la Conferencia de las Naciones Unidas sobre el Cambio Climático de 2019, la Cumbre de Innovación Tecnológica y Economía Circular.  También ha sido invitado al foro F.ounders considerado como el “Davos de la tecnología”.
En 2012 fundó Sherpa con el objetivo de aplicar la inteligencia artificial para aumentar las capacidades humanas. Dedicada principalmente a la generación de asistentes digitales predictivos e inteligencia artificial, su empresa ha sido considerada como una de las 100 más innovadoras en estos campos por publicaciones como Fortune AI 100 y CB insights en 2018, por Analiytics insights en 2019 y Datamation en 2020. Desde su fundación, Uribe-Etxebarria es el CEO de la compañía y en 2019 llegó a un acuerdo con Tom Gruber (creador de Siri y exdirector del Advanced Research Group de Apple) para incorporarse a Sherpa.

## Premios y reconocimientos
- En 2010 fue reconocido por la MIT Technology Review como uno de los TR35 Spain (mejores innovadores menores de 35 años).[23]
- En 2012 Uribe-Etxebarria fue incluido en el anuario “Los 100 del año” que publica el periódico El País como una de las 100 personas más influyentes del mundo Iberoamericano.[24]
- Tanto en 2018 y 2019 ha sido incluido en la lista Choiseul 100 como uno de los líderes del futuro de menos de 42 años.[25][26]
- En 2019 recibió el reconocimiento de Tecnología en los premios "Fuera de Serie Diseño e Innovación 2019" de Expansión.[27]

## Activismo
Es miembro del patronato de Fair Saturday, ONG dedicada a fomentar actividades culturales con impacto social. Junto al cocinero Eneko Atxa ha creado Bestfarmers.eco, un proyecto para dar visibilidad a los productores sostenibles dentro de la cadena agroalimentaria. También, como colaborador de la Fundación Vicente Ferrer, ha viajado a la India para impartir charlas y clases. Es mentor de la MET Community, asociación internacional sin ánimo de lucro que fomenta el emprendimiento femenino.
Ha formado parte del comité asesor de la World Wide Web Consortium junto con Sir Tim Berners-Lee.
En 2020 durante la crisis de la COVID-19, tanto Xabi Uribe-Etxebarria como su empresa Sherpa.ai, colaboraron de forma altruista en el desarrollo de software de Inteligencia Artificial para evitar el colapso en las UCIs del País Vasco.
Junto con el neurobiólogo Rafa Yuste impulsan el "juramento tecnocrático", basado en el hipocrático de los médicos, donde se definen los mandamientos éticos de quienes trabajan con las neurotecnologías y el análisis de datos.